# I pirati dello spazio
I pirati dello spazio, noto anche come I pirati della galassia (The Ice Pirates) è un film del 1984, diretto da Stewart Raffill.

## Trama
In un lontanissimo futuro una lunga guerra galattica ha inaridito i pianeti, le risorse idriche sono quasi completamente esaurite. Su due fronti si sfidano le truppe del cattivo Comandante Supremo (Carradine) che, con le sue truppe, va in giro per l'universo a distruggere tutte le riserve idriche rimaste, al solo scopo di controllarne il mercato nero sviluppatosi intorno al prezioso bene dell'acqua, e per controllarne da solo i profitti, e i pirati del ghiaccio, sorta di Robin Hood interstellari che depredano le navi dei cattivi, per restituire l'acqua ai popoli in ginocchio. Catturato dai Templari del Comandante Supremo, lo sfortunato Jason (Urich) è in attesa con tutta la sua banda dell'inevitabile condanna, quando l'incontro con la principessa Karina (Crosby) lo spinge ad una rocambolesca evasione. Il lungo e travagliato viaggio di Jason e Karina li porterà alla scoperta del Settimo Mondo, un pianeta lussureggiante e ricchissimo d'acqua.